# Benziger
Unter dem Namen Benziger bestehen verschiedene Unternehmen der Buchhandels- und Verlagsbranche mit gemeinsamem Ursprung.

## Geschichte

### Anfänge

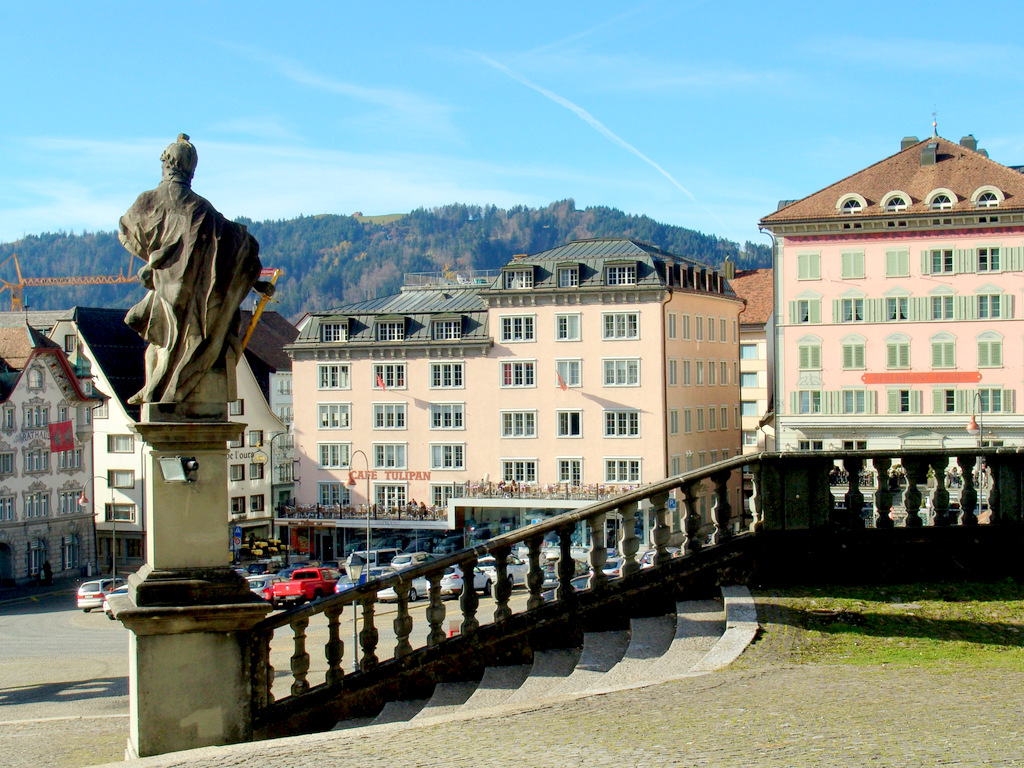
Buchhandlung Benziger am Klosterplatz in Einsiedeln (Bildmitte)

Im 18. Jahrhundert begann die Familie Benziger im innerschweizerischen Marienwallfahrtsort Einsiedeln unter den zahlreichen Pilgern einen Handel mit Kreuzen und religiösen Souvenirs. 1792 bekam Johann Baptist Carl Benziger (1719–1802) durch das Stift Einsiedeln das Recht, auch Devotionalien und Bücher zu vertreiben. Sein Sohn Franz Benziger (1758–1827), Leiter der Klosterdruckerei, gründete 1798 eine selbstständige Druckerei. 1833 wurde von zwei Neffen Franz Benzigers – Söhne seines Bruders Josef Carl Benziger – das Verlags- und Druckunternehmen Gebrüder Carl und Nikolaus Benziger gegründet. Karl Benziger war mehr der Politik und Literatur zugetan und betreute den Verlag, Nikolaus der Technik und leitete die Druckerei, wo er 1844 eine der ersten maschinellen Druckpressen einführte.
In den ersten Jahren war Benziger vor allem ein Bildverlag, dessen Stahlstiche ab 1856 weltweite Verbreitung fanden. Dann kam theologische Literatur dazu, insbesondere Bibellexika und theologische Erbauungsschriften. Die Ausweitung auf belletristische Literatur, insbesondere auch Jugendbücher, erfolgte erst später.

### Expansion in der Schweiz und Deutschland

Katalog der Kunstanstalt von Karl und Nikolaus Benziger in Einsiedeln

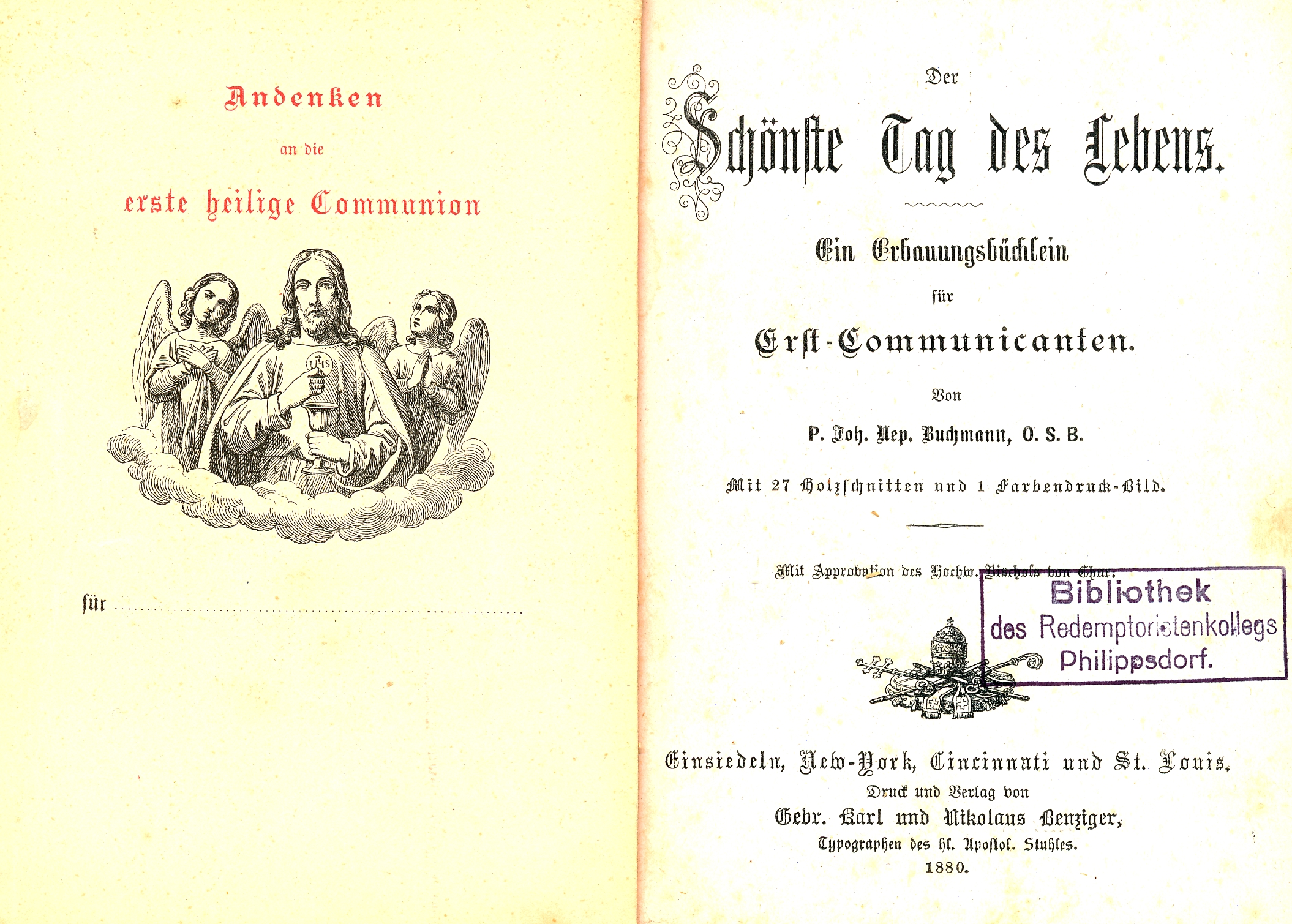
Erbauungsbuch zur Erstkommunion, Verlag Benziger 1880 (Titelseite)

Seit dem 19. Jahrhundert publizierte der Benziger Verlag vor allem theologische Werke, Belletristik und Jugendbücher. Über Jahrzehnte war Benziger nicht nur eines der führenden katholischen Verlagshäuser im deutschsprachigen Raum, sondern auch ab etwa 1883 «Typographen des heiligen Apostolischen Stuhles», das heisst Drucker des Papstes und ab 1888 der grösste Druckereibetrieb der Schweiz. Auf dem Höhepunkt der Expansion, in den 1890er Jahren, publiziert Benziger Bücher und Zeitschriften in 20 Sprachen und zählte allein in der Schweiz mehr als 1000 Beschäftigte und war damit damals eines der größten Schweizer Unternehmen.
Nach der Expansion in die Vereinigten Staaten (u. a. Ohio, 1837 und New York, 1853) wurde auch diejenige im deutschsprachigen Europa vorangetrieben. Karl und Nikolaus Benziger eröffneten Betriebe in Köln (1884) und Straßburg (1912). Eine Buchhandlung im badischen Waldshut kam bereits 1887 dazu. Sie war für weitere Aktivitäten im Deutschen Reich gedacht. Doch der Erste Weltkrieg brachte große Rückschläge, da das Schweizer Unternehmen von seinen wichtigsten Absatzgebieten getrennt wurde. Familie Benziger zog sich aus dem aktiven Verlagsgeschäft zurück. Später machte sich der aufkommende Nationalsozialismus im Absatz des traditionell konfessionell ausgerichteten katholischen Programms ungünstig bemerkbar. Deshalb wurde die Waldshuter Niederlassung 1936 an ihren Geschäftsführer Alois Höner aus Luzern abgegeben, welcher die Buchhandlung weiterführte und auch Expedient des Verlages blieb. 1953 ging die nun «St. Marienbuchhandlung» genannte Unternehmung an Familie Fleck über, welche sie bis 2019 in zweiter Generation führte.
Benziger war mit dem Wallfahrtsgeschäft groß geworden und lebte zu einem Teil auch von diesem, unter anderem mit dem Verkauf von Devotionalien und der großen katholischen Buchhandlung direkt am Klosterplatz. Als 1893 das Panorama Kreuzigung Christi von den Brüdern Martin, Adelrich und Karl Gyr als zusätzlicher Touristenmagnet für Einsiedeln angeschafft wurde, stellte Benziger den Baugrund dazu zur Verfügung, was die Lage etwas abseits vom Kloster im damaligen Druckereiviertel erklärt.

### Weitere Entwicklung und Niedergang
Unter Gustav Keckeis verlegte Benziger Werke bekannter Autoren wie Hugo Ball, Paul Claudel, Friedrich Dürrenmatt oder Josef Vital Kopp. In der Sparte Theologie sind insbesondere die Werke von Hans Küng und Karl Rahner hervorzuheben. Ab 1972 gab Benziger zusammen mit dem evangelischen Theologischen Verlag Zürich die ökumenisch ausgerichtete religionspädagogische Zeitschrift RL. Zeitschrift für Religion und Lebenskunde heraus.
In den 1980er Jahren war Benziger Zürich/Einsiedeln konkursgefährdet. 1984 investierte Dieter Schaub von der deutschen Medien Union (Rheinpfalz Verlag) 40 Millionen Schweizer Franken in verschiedene Projekte in der Schweiz, darunter auch Benziger. Infolge der Veruntreuung durch den zwischengeschalteten Treuhänder kam es zu einem Finanzskandal, die Rettung Benzigers platzte. 1986 wurde der Verlag an die Rheinpfalz-Gruppe in Ludwigshafen verkauft, der Kinderbuchbereich ging an den Arena-Verlag in Würzburg.
Nach einem schleichenden Niedergang wurde der Benziger-Verlag 1994 vom Patmos Verlag übernommen. Verkaufsstarke Titel aus dem Benziger-Programm verstärkten bei Patmos die Bereiche Theologie und Geschenkbuch. Bis Ende 1995 war der Verlag in Solothurn ansässig, wo er vorübergehend zusammen mit dem Walter Verlag von Guido Elber betreut wurde; 1996 erfolgte die Rückübersiedlung nach Zürich. 2003 wurde die Verlagstätigkeit unter dem Namen Benziger eingestellt und das Programm vollständig in dasjenige von Patmos integriert.

## Auslieferung
1985 gliederte Benziger seine Verlagsauslieferung aus und gründete mit dem Diogenes Verlag die Bücherdienst AG in Einsiedeln, welche mit der Zeit die Verlagsauslieferung für 30 Verlage übernehmen konnte und als viertgrößte Verlagsauslieferung der Deutschschweiz weitere Arbeitsplätze im ländlichen Einsiedeln schuf. Zwanzig Jahre später fusionierte das Unternehmen mit dem zweitgrößten Zwischenbuchhandelsunternehmen der Schweiz, der zugerischen Verlagsauslieferung Balmer (90 Verlage), zur Balmer Bücherdienst AG.

## Druckerei
1986 wurde die verlagseigene Druckerei vom Benziger-Verlag getrennt und wie dieser in eine eigenständige Aktiengesellschaft überführt. Das Unternehmen wurde anfangs weiter betrieben; ohne den Verlag hatte es jedoch kein genügendes Auskommen mehr und wurde 1995 eingestellt. Das Areal ist mit Wohnungen und Gewerbeliegenschaften überbaut; die Druckerei befindet sich seit 2006 in Liquidation.

## Buchhandlung
Die 1802 gegründete Buchhandlung direkt am Klosterplatz besteht unter dem alten Namen und ist noch weit über die Region hinaus für ihr reichhaltiges Angebot an Belletristik und religiöser Literatur bekannt. 1987 wurde das Geschäft von dem Buchhändler Joe Fuchs übernommen und gehört seitdem nicht mehr zum Verlag.

## Entwicklung in Übersee

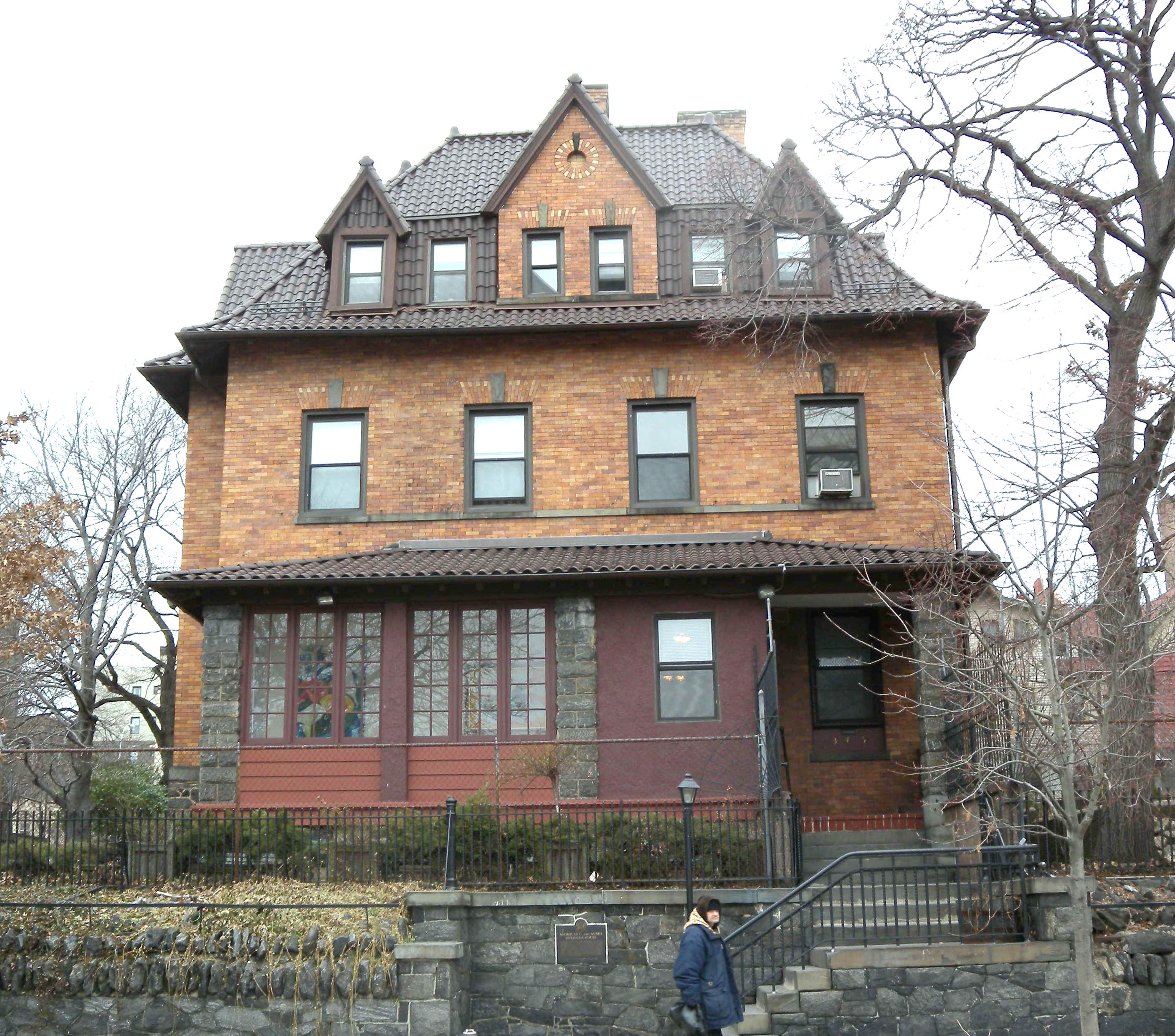
Wohnhaus von Nicholas Benziger in New York

Im 19. Jahrhundert wanderten viele deutsche und polnische Katholiken in die Vereinigten Staaten von Amerika aus. Benziger war zu jener Zeit das größte und renommierteste Druck- und Verlagshaus der Schweiz. Nachdem der in der Neuen Welt bestehende Mangel an guten Büchern und Devotionalien bekannt geworden war, gründete Familie Benziger 1837 eine Buchhandlung in Cincinnati/Ohio (durch Louis Meyer) und 1853 eine Filiale in New York (durch J. N. Adelrich Benziger), später noch weitere in St. Louis, Chicago und San Francisco. Mit Buchhandels-Planwagen, welche entlang des Ohio River unterwegs waren, brachten sie Literatur, Gebetbücher und Devotionalien in die ländlichen Gegenden. Ab 1897 war der Verlag vom Schweizer Mutterhaus vollständig unabhängig.
Aus diesen Anfängen entwickelte sich einer der führenden katholischen Verlage Amerikas, bevor er 1968 von Crowell Collier Macmillan (CCM) übernommen wurde. Drei Jahre später wurden drei CCM-Verlage, Benziger (Einsiedeln, 1792), Bruce (Milwaukee, 1890) und Glencoe (Beverly Hills, 1966) miteinander fusioniert. Das Unternehmen gehört zu Macmillan/McGraw-Hill und unter dem Namen Benziger erscheinen englisch- und spanischsprachige Bücher zur katholischen Katechese und zum Religionsunterricht.
Im Rahmen einer Konzernumstrukturierung verkaufte Macmillan/McGraw-Hill im Juli 2007 die Benziger-Produktelinie an die CFM Religion Publishing Group, einer Holding, welche einen evangelischen (Standard Publishing) und einen katholischen Verlag (RCL Benziger) unter ihrem Dach vereinigt. Die Zusammenführung von RCL und Benziger wurde im September 2007 verstärkt durch die Einverleibung des Programms von Silver Burdett Ginn Religion, das von Pearson erworben wurde.

## Sonstiges
Ein Nebenstandbein des Verlages war das Verlegen von Schulbüchern für den Kanton Schwyz und einige andere katholische Kantone der Urschweiz. Manche dieser Bücher wurden von dem bekannten Holzschneider Robert Wyss illustriert. In den 1970er Jahren gründete Benziger zusammen mit dem 1807 in Aarau gegründeten Sauerländer-Verlag einen gemeinsamen Lehrmittelverlag für die Kantone der Goldauer Konferenz: SABE (SAuerländer-BEnziger). Dieser gehört inzwischen vollständig dem Sauerländer-Verlag, der seinerseits in der Cornelsen Verlags-Gruppe aufgegangen ist.
Die Stiftung Kulturerbe Einsiedeln hat zum Zweck die Übernahme, sichere Bewahrung und Zugänglichmachung von Kulturgut des Bezirks Einsiedeln, insbesondere der Bestände des Benzigerarchivs.

## Verlagsarchiv
Das Archiv des Benziger Verlags befindet sich im Schweizerischen Literaturarchiv in Bern. Es setzt sich zusammen aus Schenkungen durch Pedro Zimmermann (1992), Peter Keckeis (1994) und Guido Elber (1995).

## Autoren
Die folgenden Autoren veröffentlichten unter vielen anderen bei Benziger in Zürich / Köln / Einsiedeln. Die Auswahl ist nicht repräsentativ, sondern stützt sich vor allem auf die in dieser Enzyklopädie vertretenen. Nicht aufgeführt sind auch die alten Kirchenlehrer, deren Werke hier publiziert wurden.
- Étienne Barilier
- Martin Roda Becher
- Ulrich Becher
- Jean-Luc Benoziglio
- S. Corinna Bille
- Michael Bond
- Niklaus Brantschen
- Erika Burkart
- Jacques Chessex
- Mechthild Curtius
- Walter Matthias Diggelmann
- Franz Fassbind
- Anna Felder
- Christoph Geiser
- Khalil Gibran
- René Girard
- Herbert Haag
- Ernst Halter
- Dag Hammarskjöld
- Eveline Hasler
- Jeanne Hersch
- Margrit Irgang
- Taikan Jyoji
- Walther Kauer
- Hermann Kochanek
- Hans Küng
- Alois Lütolf
- Thomas Merton
- Herbert Meier
- Clemens Mettler
- John Henry Newman
- Klara Obermüller
- Seán Ó Faoláin
- Karl Rahner
- Alice Rivaz
- Gustave Roud
- Hansjörg Schneider
- Patrick Augustine Sheehan
- Otto Steiger
- Edith Stein
- Claudia Storz
- Leo Tolstoi
- Andreas Venzke
- Walter Vogt
- Grete Weil
- Michael Zeller
- Yvette Z’Graggen
- Emil Zopfi